# Língua wambule
Wambule (/ˈwɑːmbuːleɪ/; em nepali:  वाम्बुले) é uma língua Rai de Wambule Rai, uma das tribos Rai - Kiranti (किरान्ती) do leste de Nepal. Wambule é falado por mais de 5 mil pessoas que vivem ao redor da confluência dos rios Sunkosi (सुनकोसी) e Dudhkosi (दूधकोसी) perto dos rios Kui-Bhir. A área de língua wambule compreende a parte mais ao sul do distrito de Okhaldhunga, a parte mais ocidental de Khotang (distrito), a parte mais setentrional do distrito de Udaipur e a parte mais a nordeste de Sindhuli (distrito).

## Nomes
Ethnologue registra vários outros nomes que são usados para este idioma. Eles incluem Umbule (उँबुले), Ambule, Awambule (अ्वाम्बुले), Caurasia, Chaurasia, Chaurasya, Chourase, Chourasia, Ombule, Radu Yor. Vambule Yor/Ayor. Os wambule usam vários nomes nativos e nepaleses para designar sua língua, como 'Vāmbucaurās Rāḍuyor', 'Caurāsiā', 'Ombule', 'Umbule' e 'Vāmbule'. A língua mais próxima de Wambule é a vizinha ocidental língua Jero.

## Geografia
Wambule é falado nas seguintes aldeias do Nepal (Ethnologue).
- Wamdyal/Awamdyal dialeto (no sul de Okhaldhunga, Zona Sagarmatha): Ripdwam, Fokul, Darbu, Simkaku, Balangchokfu, Grindi Muchhipum, Shikhai, Daddyal, Kolpum, Khatridyal, Katualdyal, Tarkom, Rinuwal, Dhypti, Sodo, Khachapu, Kurbwamlung, Hukku, Peku, Kakdhyamphu, Gairigau.
- Hilepane dialeto (no sul de Okhaldhunga, Zona Sagarmatha): Pipale, Bhadare, Hilepani, Thakle, Mandhare, Sokma Tar, Dundunma, Jakma, Jerun, Ricuva e Lambole
- 'Udayapur dialeto no sul de Okhaldhunga, Zona Sagarmatha): Udayapur, Phedigau, Barasi,
- Jhappali dialeto (no oeste de Khotang Zona Sagarmatha): Kurleghat, Majhkhani, Byanditar, Rupatar, Kharka, Cuvabot, Jhapa, Lurkhudada, Vaitar, Balui, Thumka, Pakauci , Goviar, Gurdum, Jayaram Gha, Bahuni Dada, Todke, Limlun, Damli, Vetagau e Temtuku
- Udaypur dialeto (no norte de Udayapur, Zona Sagarmatha):, e nordeste de Sindhuli – Zona Janakpur: Lekhani, Ghurmi, Salle, Sorun , Salleni, Pallo Salleni, Sindure, Majhkhani, Bhirpani, Kusumtar e Jortighat
- 'Sunsari dialeto (no meio do sul Sunsari e perto do distrito de Morang, zona Koshi, Chatra, Jhumka, Parkhspur, Ithari, E há umas pessoas Wambule que vivem em Panmara e dharan.
- 'Morang dialeto (no sul e norte do distrito de Morang Laxmimarga, Gacchiya, Belbari, Nalbari, Farsadangi, Kanepokhari, Biratnagr Wambule pessoas.

## Dialetos
Gaṇeś Rāī (VS 2055: 8-9) afirma que quatro diferentes dialetos Wambule podem ser distinguidos:
- O dialeto Wamdyal/Awamdyal é falado no Comitê de Desenvolvimento da Aldeia Mānebhanjyāṅ do distrito de Okhalḍhuṅgā, na área situada aproximadamente a oeste de Paṅkhu Kholā, a leste de Rūmdū Kholā, ao norte de Dūdhkosī rio e ao sul até a vila de Ketukebhanjyāṅ. A vila capital de Wamdyal, Wamdyal (atualmente conhecida em nepalês como 'Ubu', 'Uṃbu', 'Ũbu' ou 'Uvu') está situada a uma altitude de cerca de 1730 metros.
- O dialeto Udaipure é falado no distrito de Okhalḍhuṅgā em uma pequena área ao longo do curso superior do Rūmdū Kholā, a leste do bazar de Mānebhanjyāṅ. A vila principal é Udaypur.
- O dialeto Hilepane é falado em dois distritos vizinhos. Hilepāne propriamente dito está situado no distrito de Okhalḍhuṅgā, a oeste do Rūmdū Kholā, a leste do Bhāḍāre Kholā, ao norte dos rios Sunkosī e Dūdhkosī e ao sul da vila de Mānebhanjyāṅ. A vila principal de Hilepānī está situada a uma altitude de cerca de 900 metros. Uma forma de Hilepāne que se diz ser influenciada por Jero é falada no distrito de Udaypur, na área situada a sudoeste do rio Sunkosī, a leste do Bahādur Kholā e ao norte da foz do Nibuvā Kholā. A aldeia de Salle está situada a uma altitude de cerca de 1200 metros.
- O dialeto Jhāppālī é falado no distrito de Khoṭāṅ na área a oeste do Dõthe Kholā e na aldeia de Dāmlī, a leste do rio Sunkosī, ao norte do Khahare Kholā e ao sul do rio Dūdhkosī. A vila principal de Jhāpā está situada a uma altitude de cerca de 1270 metros.

"Ethnologue" lista os dialetos Bonu, Wamdyal, Udaipure, Hilepane e Jhappali, e observa que eles parecem ser mutuamente inteligíveis.
- O dialeto Sunsari falado, é como os tipos khotnag e okhladunga wambule rai em rapdacho, brankhalcho, vawachacho, etc. pessoas wambule falam suas línguas wambule basicamente em pessoas panmara.

## Escrita
A língua usa a escrita Devanagari

## Mitologia
Segundo a lenda, não havia terra no início dos tempos. Havia apenas um único orbe aquoso. Os deuses chamaram a ajuda de sete sóis para secar o orbe aquoso. Depois que as pedras se tornaram visíveis, os cupins formaram um monte de lama. Em seguida, foram criados insetos, mudas e pássaros. Após a criação da terra, os deuses pensaram em criar o ser vivo primordial. Eles criaram um humano feito de ouro. Quando eles tentaram fazê-lo dizer coisas, o humano não conseguiu pronunciar uma única frase. Os deuses fizeram muitas tentativas e usaram diferentes tipos de metais dourados, mas todas essas criaturas falharam em falar. No final, os deuses criaram um humano feito de uma mistura de esterco de pássaro e cinzas. Este humano era capaz de falar, mas falava tão mal que os deuses ficaram com raiva e o amaldiçoaram, infligindo mortalidade sobre ele e sua espécie. Os wambule dizem que a prova de que um ser humano é feito de esterco e cinzas se dá pelo mau cheiro emitido pela fricção do corpo.

## Histórico
De acordo com Gaṇeś Rāī, a tribo Wambule recebeu o nome de um de seus reis chamado Vāṅbu, que também é comumente conhecido como Vāṅbāhāṅg 'rei Vāṅbā'. Seus súditos eram conhecidos como Vāmbule e seu domínio era chamado Vāmdyāl ou Vām Dyāl (Vila Vām). Candra Bahādur Rāī também afirma que a tribo recebeu o nome de Waŋbu, um dos mais importantes hwaŋpo 'rei' da tribo. Diz-se que este rei, ou melhor, chefe, governa uma área que compreende a parte sul do atual distrito de Okhalḍhuṅgā algum tempo antes da unificação do Nepal sob Pṛthvī Nārāyaṇ Śāh, Rei de Gorkha, e seus sucessores.

## Religião
De acordo com Opgenort, a sociedade Wambule pode ser dividida em três grupos religiosos. É feita uma distinção entre o Jagat, o representante das crenças religiosas geralmente aceitas, e as duas seitas chamadas Santa-Bhes e Hwam. Essas duas seitas aboliram mais ou menos a velha tradição de respeitar as divindades e espíritos, que foram substituídos pelos deuses hindus mais importantes. No entanto, a influência do hinduísmo também atingiu os "Jagat", que adoram deuses hindus além de suas divindades e espíritos nativos. Os Wambule também celebram os festivais hindus, que são acontecimentos nacionais em todo o Nepal, como daśaĩ' e tihār.